# Баџер (Јужна Дакота)
Баџер (енгл. Badger) град је у америчкој савезној држави Јужна Дакота.

## Демографија
По попису из 2010. године број становника је 107, што је 37 (-25,7%) становника мање него 2000. године.
| Група             | 2000.       | 2010.        |
| Белци             | 143 (99,3%) | 107 (100,0%) |
| Афроамериканци    | 0 (0,0%)    | 0 (0,0%)     |
| Азијати           | 1 (0,7%)    | 0 (0,0%)     |
| Хиспаноамериканци | 0 (0,0%)    | 0 (0,0%)     |
| Укупно            | 144         | 107          |